# 파나이땃쥐
파나이땃쥐(Crocidura panayensis)는 땃쥐과에 속하는 포유류의 일종이다.

## 특징
중간 크기의 땃쥐로 몸길이는 65~74mm이며, 꼬리 길이는 몸길이의 81~94%정도이다. 머리는 길고 반점이 있으며, 최대 22mm에 이르는 길고 많은 콧털을 갖고 있다.